# ファウスト交響曲
『3人の人物描写によるファウスト交響曲』（3にんのじんぶつびょうしゃによるファウストこうきょうきょく、Eine Faust-Symphonie in drei Charakterbildern nach Goethe, mit Schlusschor）S.108は、フランツ・リストが作曲した合唱を伴う交響曲。一般には単に『ファウスト交響曲』と呼ばれる。

## 概要
リストがゲーテの戯曲『ファウスト』を知ったのは、パリに定住していた1830年末に友人のベルリオーズから薦められたことがきっかけであった。リストはこの作品に深く魅了され、愛読書となった。
作品の構想は1840年代に始められたが、機会があるごとに構想を練り、ある程度自信がついたところで本格的に作曲に着手したが、当初はためらいがちに作曲を進めていった。だが1852年にベルリオーズから劇的物語『ファウストの劫罰』を献呈されたのを契機に音楽化を進め、1854年8月に作曲を開始し、同年10月に300ページにも及ぶ第1稿が完成した。この時点ではホルンを除く金管楽器や打楽器、ハープは楽器編成に加えられておらず、第3楽章後半の『ファウスト 第二部』に基づく「神秘の合唱」も書かれてはいなかった。リストはヴァイマルのオーケストラを使いながら作品に手を加え、楽器編成を拡大した他、1857年には「神秘の合唱」が書き加えられ、その後も編成の拡大などを含めた改訂が続けられ、現在の最終的な決定稿は1880年に完成した。
初演は1857年の9月5日（または12月5日）にヴァイマルで、ゲーテとシラーの記念碑の除幕式の祝典の際にリスト自身の指揮で行われ、聴衆から熱狂的に迎えられた。後に楽譜はベルリオーズに献呈されている。
この交響曲は物語の筋を追うものではなく、タイトルにあるように、3人の主要な登場人物の性格描写を1楽章ずつ使って行ったものであり、3人の性格像が8つの主題と幾つかの副次的なモティーフを循環的に用いて造形的に描写されている。

## 編成
フルート3（ピッコロ1持ち替え）、オーボエ2、クラリネット2、ファゴット2、ホルン4、トランペット3、トロンボーン3、チューバ、ティンパニ、シンバル、トライアングル、ハープ、弦五部
第3楽章後半の「神秘の合唱」ではテノール独唱、男声合唱、オルガン（またはハルモニウム）が加わる。ただし、「神秘の合唱」に入らずに終わることも可能で、リストはそのための短い（8小節）終結部も書いており、この版がたまに演奏されることもある。

## 構成
全3楽章から構成され、全曲の演奏時間は合唱のない管弦楽だけの第一稿が約70分、第二稿の男声合唱付きが約75分である。
第1楽章「ファウスト」（Faust）
レント・アッサイの序奏を持つソナタ形式で書かれており、真理を熱望するファウストが5つに表現されている。序奏部のチェロとヴィオラで始まる第1の主題は、後の十二音技法を先取りした大胆な主題であり、沈思瞑想にふけり、懐疑し煩悶するファウストの姿を象徴する。主題のアレグロ・アジタート・エド・アパッショナートでヴァイオリンがエネルギッシュに奏する第2の主題は、情熱的で闘争的なファウストが活写されている。オーボエとクラリネットの下行音型で始まる第3の主題は、愛に対する欲求を示している。クラリネットとホルンで始まる第4の主題は、第1の主題の後半部からもたらされたもので、自然と人生の愛を歌うファウストの姿である。金管が鳴り響く壮大な第5の主題は、ファウストの英雄的な側面を表している。
第2楽章「グレートヒェン」（Gretchen）
三部形式で、第1楽章とは対照的にグレートヒェンの愛らしく、いじらしい性格が描写されている。新しくグレートヒェンの2つの主題が加わっている。
第3楽章「メフィストフェレス」（Mephistopheles）
第1楽章より複雑であるが、ソナタ形式に則っている。全てを否定し、人間性を否み、戯画化し、卑しめ、破滅させるメフィストフェレスは、ファウストのネガティヴな姿を投影したもの。この楽章では、新しい要素がほとんど登場せず、ファウストの主題がパロディ化した不気味でグロテスクな雰囲気によって、メフィストフェレスの相貌を凝縮している。この主題のパロディ化は、ベルリオーズの『幻想交響曲』の第5楽章における固定楽想（イデー・フィクス）の扱いに通じるところがある。
「神秘の合唱」に入ると、天の神が悪に打ち勝ち、暗黒から光が差し込んで、大団円を迎える。

## 録音
実演される機会はそれほど多くはないが、多くの指揮者が録音している。
- トーマス・ビーチャム指揮、ロイヤル・フィルハーモニー管弦楽団、ビーチャム合唱協会
- アタウルフォ・アルヘンタ指揮、パリ音楽院管弦楽団（「神秘の合唱」無し）
- イヴァン・フィッシャー指揮、ブダペスト祝祭管弦楽団、ハンガリー放送合唱団
- ヤッシャ・ホーレンシュタイン指揮、BBCノーザン管弦楽団、BBCノーザン交響合唱団
- アンドラーシュ・リゲティ指揮、フランツ・リスト・アカデミー、ハンガリー国立合唱団
- エルネスト・アンセルメ指揮、スイス・ロマンド管弦楽団、ローザンヌ・プロ・アルテ合唱団
- レナード・バーンスタイン指揮、ニューヨーク・フィルハーモニック、コーラル・アーツ・ソサエティ
- レナード・バーンスタイン指揮、ボストン交響楽団、タングルウッド祝祭合唱団
- ゲオルク・ショルティ指揮、シカゴ交響楽団、シカゴ交響合唱団
- アンタル・ドラティ指揮、ロイヤル・コンセルトヘボウ管弦楽団、ロイヤル・コンセルトヘボウ合唱団
- リッカルド・ムーティ指揮、フィラデルフィア管弦楽団、ウェストミンスター・クワイヤー・カレッジ男声合唱団
- ダニエル・バレンボイム指揮、ベルリン・フィルハーモニー管弦楽団、ベルリン国立歌劇場合唱団
- ジュゼッペ・シノーポリ指揮、シュターツカペレ・ドレスデン
- サイモン・ラトル指揮、ベルリン・フィルハーモニー管弦楽団、エルンスト・ゼンフ男声室内合唱団、プラハ・フィルハーモニー男声合唱団
- 小泉和裕指揮、日本センチュリー交響楽団(旧・大阪センチュリー交響楽団)、ザ・カレッジ・オペラハウス合唱団、テノールソロ・福井敬
- エリアフ・インバル指揮、ベルリン放送交響楽団、ベルリン放送合唱団